# Power Pop
Power Pop ist eine Bezeichnung für einen Musikstil zwischen Rock und Pop, der sich durch kurze „3 1/2-minute pop songs“, einfache Arrangements, starke Melodien und markante Riffs auszeichnet und hauptsächlich von der Popmusik der 1960er Jahre, der Mods, der Beatmusik und teils von amerikanischem Pop der 1960er Jahre inspiriert ist. Der Power Pop der 1970er und 1980er Jahre fiel teilweise mit der Punk- und New-Wave-Bewegung zusammen und hatte hörbaren Einfluss auf den modernen Pop-Punk und Indie-Pop.

## Begriffsherkunft und frühe Vorläufer
Der Begriff „Power Pop“ wurde angeblich zum ersten Mal von Pete Townshend von The Who benutzt, als er sich 1967 bezüglich des Stils seiner Band folgendermaßen äußerte:

“Power pop is what we play — what the Small Faces used to play, and the kind of pop the Beach Boys played in the days of ‘Fun, Fun, Fun’ which I preferred.”

„Wir spielen Power Pop — das, was die Small Faces früher gespielt haben, und die Art von Popmusik, die die Beach Boys in den Zeiten von ‚Fun, Fun, Fun‘ gespielt haben, was mir besser gefiel.“

Neben den bereits genannten Beach Boys und The Who gelten die Kinks, The Move und vor allem die Beatles als musikalischer Ursprung des Power Pop, auch die Everly Brothers spielten Mitte der 1960er Jahre bereits einen als Power Pop kategorisierbaren Musikstil. Auch Bands der 1970er Jahre wie die Badfinger, Big Star und die Raspberries wurden nachträglich dem Powerpop zugeordnet.

## Kommerzieller Höhepunkt in den 1970er und 1980er Jahren
Bis etwa 1978 erfuhr der Begriff Power Pop keine sonderliche Verbreitung, bis er von Musikjournalisten wieder aufgegriffen wurde, die ihn als Euphemismus für poppigere Punk-Gruppen verwendeten, um Punk in kommerziellere Bahnen zu lenken. Zu dieser Zeit wurden Künstler wie Elvis Costello, Dave Edmunds, Nick Lowe, aus dem direkten Punk-Umfeld stammende Bands wie die Rich Kids und die Buzzcocks ebenso wie Protagonisten des Mod-Revivals wie The Jam oder die Vapors als Power Pop bezeichnet. Auch bei der Kleidung dieser Gruppen zeigte sich häufig der Einfluss der Mod-Szene oder der British Invasion mit ihren einfarbigen Anzügen, schmalen Krawatten und Kurzhaarfrisuren. Einige Bands, wie die Romantics, fielen allerdings auch durch New-Wave-Haarschnitte und Leder-Outfits auf.

## Weiterwirken des Stils und Einflüsse auf andere Musikrichtungen
Mit seiner Eingängigkeit schaffte es der Power Pop, zu einem der sich am längsten haltenden Trends der Popmusik zu werden. Er übt noch heute großen Einfluss auf viele Gruppen aus, in untereinander verwandten Genres wie Indiepop (Teenage Fanclub), Alternative Rock (The Cardigans, The Dandy Warhols, Fastball, Maxïmo Park), Pop-Punk (Bowling for Soup, Good Charlotte, Jimmy Eat World, Simple Plan, Weezer) und Britpop (Babyshambles, The Libertines, Supergrass).

## Weitere Bands
- 20/20[14]
- Paul Collins’ Beat (aka The Beat)
- Big Star
- Blondie
- The Boys
- Buzzcocks
- The Cars
- Cheap Trick[2]
- The Chords
- The dB’s
- The Easybeats[14]
- The Innocents
- The Jam
- The Knack[2]
- Matthew Sweet[2]
- Merrymakers
- The Not Amused
- The Pleasers
- The Plimsouls[2]
- The Posies[2]
- The Records
- Redd Kross
- Rockpile[4]
- The Romantics[14]
- Shoes[5]
- Squeeze
- Teenage Fanclub
- Bram Tchaikovsky
- The Vapors
- The Wannadies
- XTC
- Snow Patrol